# Kanton La Pacaudière
Der Kanton La Pacaudière war bis 2015 ein französischer Wahlkreis im Arrondissement Roanne, im Département Loire und in der Region Rhône-Alpes. Er umfasste neun Gemeinden, Hauptort war La Pacaudière. Vertreter im conseil général des Départements war zuletzt René-André Barret.

## Gemeinden
| Gemeinde                 | Einwohner Jahr | Fläche km² | Bevölkerungsdichte | Code INSEE | Postleitzahl |
| ------------------------ | -------------- | ---------- | ------------------ | ---------- | ------------ |
| Changy                   | 611 (2013)     | –          | – Einw./km²        | 42049      | 42310        |
| Le Crozet                | 288 (2013)     | –          | – Einw./km²        | 42078      | 42310        |
| La Pacaudière            | 1049 (2013)    | –          | – Einw./km²        | 42163      | 42310        |
| Sail-les-Bains           | 202 (2013)     | –          | – Einw./km²        | 42194      | 42310        |
| Saint-Bonnet-des-Quarts  | 369 (2013)     | –          | – Einw./km²        | 42203      | 42310        |
| Saint-Forgeux-Lespinasse | 586 (2013)     | –          | – Einw./km²        | 42220      | 42640        |
| Saint-Martin-d’Estréaux  | 883 (2013)     | –          | – Einw./km²        | 42257      | 42620        |
| Urbise                   | 134 (2013)     | –          | – Einw./km²        | 42317      | 42310        |
| Vivans                   | 236 (2013)     | –          | – Einw./km²        | 42337      | 42310        |